# Legaria
Legaria – gmina w Hiszpanii, w Nawarze, o powierzchni 4,92 km². W 2011 roku gmina liczyła 109 mieszkańców.